# Звезделина
Звезделина е село в Южна България. То се намира в община Кърджали, област Кърджали.

## География
Село Звезделина се намира в планински район.

## Население
Численост и дял на етническите групи според преброяването на населението през 2011 г.:
|                     | Численост | Дял (в %) |
| Общо                | 392       | 100,00    |
| Българи             | 8         | 2,04      |
| Турци               | 366       | 93,36     |
| Цигани              | 0         | 0,00      |
| Други               | 0         | 0,00      |
| Не се самоопределят | 6         | 1,53      |
| Неотговорили        | 11        | 2,80      |

## Религии
Жителите на село Звезделина са алевии.

## Културни и природни забележителности
Назар Баба тюрбе е гробницата на Назaр Баба, легендарен герой, за когото няма сигурни сведения. Тюрбето се поддържа и почита от местните алевии. То има квадратна форма и няма покрив, тъй като се смята, че самият Назaр баба не търпи покрив над себе си. Около тюрбето има група дървета, които също се смятат за свещени.